# 透明少年
『透明少年』（とうめいしょうねん）は、小田切ほたるによる日本のボーイズラブ漫画作品。隔月刊雑誌『Chara』（徳間書店）にて、2004年から連載されたが、2008年から連載を休止している。単行本は2巻まで発行されている。

## あらすじ
日本一と名高い名門の進学男子校・私立王崋学館 高等部の生徒会には、美形且つ個性的なメンバーが揃っている。
特に、生徒会長の貴藤侑士は全校生徒の憧れの的で、良くも悪くも無自覚に人を惹きつけていた。

## 登場人物

### 生徒会
貴藤侑士（きとう ゆうし）
本作の主人公の生徒会長。帰国子女で高等部から編入の2年生。名家本家の子息だが、家と自分の事を全く話したがらない。現在、一人暮らしをしている。
成績優秀・スポーツ万能で、男女問わず見惚れる程の美形。クールに見えて熱血な行動派。寛大なお人好しで、自分の事を二の次にする所がある。
可愛い物が好きで、凪を好意的に見ている。瑛に面倒を見てもらう事が多く甘えがち。過去の経験から女性に対して苦手意識を持っている様子。
篁瑛（たかむら あきら）
副会長、元・合気道部の3年生。家は、病院を経営しており医者家系。
冷静沈着で、生徒会長に推す程侑士を信頼しており、常に最善のサポートを行っている。生徒会の仕事を持ち帰る際は、よく侑士の家に泊まる事がある。
唯一、侑士の過去を知っており、無自覚に笑顔を見せ信者を増やす侑士を心配している。
時枝凪（ときえだ なぎ）
書記局員、2年生。
侑士曰く仔犬の様で、ほんわかして面倒を見たくなる優しい少年。
家庭事情が複雑で、自分に自信がなく嫌いな反面、無意識に他人に自分を好きか尋ねてしまう癖がある。
遊佐喬夜（ゆさ たかや）
議長、弓道部・テニス部など多数の部活に所属する3年生。カウンセラーを目指しており、一軒家で一人暮らし。
陽気さとクールさを兼ね合わせた雰囲気を持つ。女友達と彼女が多数居る遊び人だが、特別な相手を作る気は全くないらしい。
その反面、皐月に好意を抱いており、嫌がると解りながらも「皐月ちゃん」と呼んだり、好意を向けてもらおうとするが全て逆効果に働いている。皐月の性格を誰よりも良く理解しており、頭痛持ちである事にも唯一気付いている。
斎賀皐月（さいが さつき）
副議長、箏曲部所属の2年生。月蓮流箏曲の跡取り。
冷たさを持ち合わせた美少年。他人の目を一切気にしておらず、口が悪く本音をはっきり言い睨みを効かせるため、生徒会のメンバー以外には怖いと恐れられているが、根は優しい。
逢うと必ずちょっかいを出してくる喬夜を邪険に扱っているが、密かに好意を寄せており、傍でサポート出来る今の時間を大切に想っている。
甘い物が好きで、紅茶を淹れるのが得意。家柄故に作法を一通り習っているが、現在は半分趣味らしい。
夏目京介（なつめ きょうすけ）
書記局員、スポーツ特待生で剣道部所属の2年生で寮生。家は、道場をしている。
元気で熱血なスポーツマン。単純な所が有り、祖父に担がれて王崋学館に入学した。
ウマが合わないのか、いつも侑士とケンカしているが仲は良い。凪とは中等部から一緒で、大切に想っている。
神埜偲（じんの しのぶ）
書記局長、3年生。家は金持ちで、運転手付きの専用車はロールス・ロイス。
暇な時にしか生徒会室に来ず殆ど仕事をしていないため、なぜ生徒会に入れたのか京介から不思議がられている。
爽やかで優雅な雰囲気の美形で、楽しい事が好き。在学生の取り巻きが数人居る（審査が有るらしい）。友達と取り巻き以外の人間には、冷たい所がある。
一之瀬天汰（いちのせ てんた）
書記局員、天文部所属の1年生。
元気で明るいムードメーカー的存在。中等部の時から生徒会に強い憧れを持っていたためか、常に楽しく仕事をこなしている。
「一生付いて行く」と誓う程、侑士に強い尊敬と憧れを抱いている。天文部員だが、星座よりUFOに興味がある模様。
楽方惺（うたかた せい）
書記局員、ヴァイオリン専攻の音楽科1年生。
少し控え目な大人しい性格。同じ1年の天汰と仲が良く、侑士を尊敬している。
音緒悠河（おとお はるか）
監査官、ピアノ専攻の音楽科2年生。
美形だが口が悪くてキレやすく暴力的な性格。侑士の友達で、侑士に「実質仕事は何も無い」と言われ引き受けた。

### 一般生徒
片倉紘仁（かたくら ひろひと）
報道部所属の2年生。ジャーナリストを目指しており、常にデジタルカメラを所持している。
渓の友達で才能と情熱に惚れており、渓の事件が引き金で侑士のリコールを企みスキャンダルを狙っている。
和泉沢渓（いずみさわ けい）
美術科の2年生。常にスケッチブックを所持している。
紘仁の友達。家庭の事情で1年の時に、校則を破りバイトをしていたため、退学になりかけた事がある。
瀧佳耶（たき よしや）
合気道部部長の3年生。瑛のクラスメイトで、中等部時に瑛を合気道部にスカウトした。
本人の前ではない物の「俺のもの」と発言する程、瑛に好意を寄せている。いつも泣き事を聞いてくれる友達曰く「報われない想い」。
部を辞めた瑛に復帰してほしいと願い何度も申し出るが断られ続けており「生徒会（侑士）に奪われた」と思っている。

### 親族
貴藤青璽（きとう せいじ）
侑士の従兄弟で、高校2年生のモデル。名家・貴藤家分家の子息。
普段は眼鏡を掛け地味で大人しく気弱でネガティブ思考な性格だが、眼鏡を取ると正反対のポジティブ且つナルシストな性格に変貌する、一種の二重人格である。素顔は、侑士に負けず劣らずの美少年。
侑士に非常に懐いており、勘で好みのタイプが解るらしい。綺麗な物が好きで、自分の顔は勿論の事、侑士と喬夜の顔が好き。
貴藤黎人（きとう れいと）
侑士の弟。侑士が連絡を取らないと、危険らしい。
篁貢（たかむら みつぐ）
9つ離れた瑛の兄で、医者。瑛に嫉妬して以来、避け続けている。
斎賀御幸（さいが みゆき）
皐月の兄で、月蓮流箏曲の師範。長髪で優しい雰囲気を纏っており、皐月の稽古をつけている。皐月を気に掛け心配している。

### その他
冴木（さえき）
青璽のマネージャー。仕事熱心で、美形を見ると興奮し即スカウトを試みる。

## 書籍情報
1. 2005年4月25日発売[1]ISBN 978-4199602795
2. 2006年10月1日発売[2]ISBN 978-4199603242